# خاندان سانجو

مون خاندان

خاندان سانجو (به ژاپنی: 三条家 さんじょうけ)، یکی از خاندان‌های ژاپنی اشرافی بود که از نوادگان مستقیم هوکه (فوجیوارا)، خاندان فوجیوارا بود.
رئیس خانواده از دوره کاماکورا به بعد نیز به عنوان وزیر (دولت) یا فرمانده ارشد کونوئه (ژنرال گارد امپراتوری) خدمت می کرد و برخی از سران حتی به مقام وزیر بزرگ رسیدند.خاندان سانجو یکی از خاندان هفت سیگا بود که بعد از خاندان‌های سکه در رتبه دوم قرار داشت و بالاترین مقام آن وزیر بزرگ دولت بود. به خاندان فلوت‌ها و لباس‌های اشرافی معروف است. خانواده او به عنوان یکی از فرهنگی‌ترین چهره‌های زمان خود مشهور است.